# Lasioglossum femorale
Lasioglossum femorale är en biart som först beskrevs av Saunders 1908.  Lasioglossum femorale ingår i släktet smalbin, och familjen vägbin. Inga underarter finns listade i Catalogue of Life.